# Carlos Tejeda
Carlos Tejeda, nacido el 29 de julio de 1980 en Caracas, Venezuela, es un jugador profesional de voleibol, integrante de la selección nacional, conjunto con quien ganó la medalla de oro en los Juegos Panamericanos  República Dominicana del 2003 y participo en Los Juegos Olímpicos Beijing  China 2008 . Desde la temporada 2018 juega de opuesto en el Club Voleibol Wady Mousa. También ha jugado en otros clubes de la Superliga Masculina de Voleibol de Argentina Obras Sanitarias, España Intempo Abanilla, España Unicaja Almería, Italia Reina Crema, Grecia AEK Atenas, Catar Al Arabic, Turquía Maliye Millipiango, Corea del Sur LIG, Irán Havash Gombad, Catar Al Rayan, Baharein Najama Líbano Zahra, Argentina Obras UDAP, Chile Linares, Jordania Wady Mousa. Además  en la venezolana con Aragüa Voleibol Club, Bucaneros de la Guaira, Deportivo Anzoátegui.

## Trayectoria
| Club                      | Competencia      | País                                       | Temporadas  |
| ------------------------- | ---------------- | ------------------------------------------ | ----------- |
| Obras Sanitarias San Juan | Liga             | Argentina                                  | 2000 - 2001 |
| Obras Sanitarias San Juan | Super 4          | Argentina                                  | 2000        |
| Obras Sanitarias San Juan | Liga             | Argentina                                  | 2001 - 2002 |
| Intempo Abanilla          | Liga             | España                                     | 2003 - 2004 |
| Unicaja Almería           | Liga             | España                                     | 2005 - 2006 |
| Unicaja Almería           | Champions League | España Grecia Bélgica Países Bajos Austria | 2005        |
| Reina Crema               | Liga             | Italia                                     | 2006        |
| AEK Atenas                | Liga             | Grecia                                     | 2007        |
| Al Arabic                 | Liga             | Catar                                      | 2008        |
| Maliye Millipiango        | Liga             | Turquía                                    | 2008 - 2009 |
| LIG                       | Liga             | Corea del Sur                              | 2009 - 2010 |
| Al Rayan                  | Liga             | Catar                                      | 2011 - 2012 |
| Havash Gombad             | Liga             | Irán                                       | 2012 - 2013 |
| Najama                    | Liga             | Baréin                                     | 2014 - 2015 |
| Zahra                     | Liga             | Líbano                                     | 2015 - 2016 |
| Obras UDAP San Juan       | Liga             | Argentina                                  | 2017        |
| Linares                   | Liga             | Chile                                      | 2018        |
| Wady Mousa                | Liga             | Jordania                                   | 2018        |
| Wady Mousa                | Liga             | Jordania                                   | 2019        |

## Competencias
| Competencia                | Ciudad          | País                            | Año  |
| -------------------------- | --------------- | ------------------------------- | ---- |
| Sudamericano de Clubes     | Cali            | Colombia                        | 1999 |
| Campeonato Mundial Juvenil | Bangkok         | Tailandia                       | 1999 |
| Preolímpico                | Porto           | Portugal                        | 2000 |
| Copa América               | Sao Paulo       | Brasil                          | 2000 |
| Cuadrangular Internacional | Estambul        | Turquía                         | 2000 |
| Campeonato del mundo       | Cordoba         | Argentina                       | 2002 |
| Liga Mundial               | Liga Mundial    | Italia Polonia Rusia Venezuela  | 2002 |
| Copa del Mundo             | Nagano          | Japón                           | 2003 |
| Liga Mundial               | Liga Mundial    | Grecia Polonia Rusia Venezuela  | 2003 |
| Juego Panamericanos        | Santo Domingo   | República Dominicana            | 2003 |
| Preolímpico                | Lisboa          | Portugal                        | 2004 |
| Liga Mundial               | Liga Mundial    | Brasil Japón Portugal Venezuela | 2005 |
| Copa América               | Sao Leopoldo    | Brasil                          | 2005 |
| Juego Panamericanos        | Rio de Janeiro  | Brasil                          | 2007 |
| Campeonato del Mundo       | Tokio           | Japón                           | 2006 |
| Preolímpico                | Formosa         | Argentina                       | 2008 |
| Juegos Olímpicos           | Beijing         | China                           | 2008 |
| Pre-Mundial                | Caracas         | Venezuela                       | 2008 |
| Sudamericano               | Bogotá          | Colombia                        | 2009 |
| Campeonato del Mundo       | Reggio Calabria | Italia                          | 2010 |